# Marcus Asinius Marcellus (consul en 54)
Marcus Asinius Marcellus est un sénateur et un homme politique de l'Empire Romain.

## Biographie
Né vers l'an 20, il est consul en 54 avec pour collègues Manius Acilius Aviola.
En 61, Marcellus est lié dans le scandale du faux testament de l'ancien préteur Domitius Balbus, où l'un de ses parents Valerius Fabianus, aider en cela par deux chevaliers, Vinicius Rufinus et Terentius Pollion, et complice du sénateurs Marcus Antonius Primus, ont scellé l'acte faux avant d'être découvert et condamné à l'exil. Cependant Marcellus parvient à être gracié par Néron, du faite de ses nobles origine.

## Famille
Il est peut être le fils de Marcus Claudius Marcellus Aeserninus, préteur en 19.
Son épouse est inconnue, Marcus Asinius Marcellus, consul en 104, est son fils ou petit-fils.